# Pinguicula macroceras
Pinguicula macroceras ist eine fleischfressende Pflanze aus der Gattung der Fettkräuter (Pinguicula).

## Beschreibung
Pinguicula macroceras ist eine ausdauernde, in einer bodenständigen Rosette wachsende krautige Pflanze. Das einfache Wurzelwerk besteht aus zahlreichen, weißen und kurzen, feinen Haarwurzeln.
Die drei bis sechs fleischigen, kurzgestielten, länglich- bis schmal eiförmigen Blätter sind 2 bis 8 Zentimeter lang und 1 bis 3 Zentimeter breit. Ihr Ende ist stumpf, die Oberfläche ist mit Drüsenhaaren besetzt, die ein Fangsekret ausscheiden, mit dem sie kleine Insekten fangen und durch darin enthaltene Enzyme verdauen.
Der zwischen April und August ausgebildete Blütenstängel ist 5 bis 15 Zentimeter lang und trägt eine endständige Einzelblüte. Die Kelchblätter sind 2 bis 4 Millimeter lang. Das obere Kelchblatt ist dreiteilig gelappt, die Lappen sind eiförmig, das untere Kelchblatt ist zweiteilig, die Lappen sind lanzettlich. Die Korolla ist violett, das obere Kronblatt ist zweiteilig und 1,5 bis 2 Millimeter lang, das untere dreiteilig gelappt. Die Lappen des oberen Kronblattes sind elliptisch, 5 bis 7 Millimeter lang und 4 Millimeter breit. Der Mittellappen des unteren Kelchblattes ist vergrößert (7 bis 12 Millimeter lang und 6 bis 7 Millimeter breit) und mittig ausgerandet, die elliptischen Seitenlappen sind 6 bis 9 Millimeter lang und 4 bis 6 Millimeter breit. Der linealische Sporn erreicht eine Länge von 7 bis 10 Millimetern und ist am Ende stumpf. Die beiden Staubfäden sind gebogen, der Fruchtknoten rund.
Die eiförmigen Kapselfrüchte erreichen eine Länge von 5 bis 7 Millimetern. Die Samen sind länglich ellipsoid, rund 1,5 Millimeter lang und 0,3 bis 0,5 Millimeter breit.
Die Chromosomenzahl beträgt 2n = 16.

## Verbreitung
Die Art findet sich in einem großen Bogen von Honshū und den Kurilen in Japan über Kamtschatka und die Aleuten nach Alaska, British Columbia und Alberta in Kanada und die gesamte Westküste herab bis in den Norden Kaliforniens. Sie wächst dort auf Felsen ab der subalpinen Stufe in Höhenlagen von 1200 bis 5450 m.